# Geodena funesta
Geodena funesta es una especie de polilla de la familia Geometridae, descrita por primera vez por William Warren en 1899, con distribución en Uganda. Tiene gran parecido con Geodena ansorgei, ambos distribuidos en la misma localidad de Entebbe.

## Descripción
Es una polilla pequeña con una envergadura de unos 18 milímetros (0,7 plg). Las alas anteriores son blancas con la costa del ala negruzca. Cuenta con una ligera proyección blanquecina entre la base de las venas 3 y 4 y sin mancha blanca más allá de la mancah discocelular.
Las alas posteriores cuentan con el borde negro apical más estrecho que en G. ansorgei. Las venas 1 y 2 con una mancha negra en el extremo, vena 3 con un pequeño punto.
La cara es negruzca, con una línea lateral naranja opaca, el collar es color naranja. Los hombros son negruzcos en la base, el tórax y el abdomen son blancos, este último con gruesos anillos segmentarios negruzcos.